# Protoporfirin IX
Protoporfirin IX se u metabolizmu porfirina formira posredstvom enzima protoporfirinogen oksidaza.

## Biosinteza protoporfirina IX
Protoporfirin IX je prekurzor biološki esencijalnih prostetičkih grupa kao što su hem, citohrom c, i hlorofili. Brojni organizmi imaju sposobnost sinteze tetrapirola iz osnovnih prekurzora kao što su glicin i sukcinil CoA, ili glutamat. Iako znatan broj organizama sintetiše protoporfirin IX, process je uglavnom konserviran od bakterija do sisara, sa nekoliko manjih izuzetaka kod viših biljaka.

## Biosinteza hlorofila
U biosintezi hlorofila, enzim magnesijum helataza konvertuje protoporfirin u Mg-protoporfirin IX.